# (34893) Mihomasatoshi
(34893) Mihomasatoshi est un astéroïde de la ceinture principale.

## Description
(34893) Mihomasatoshi est un astéroïde de la ceinture principale. Il fut découvert le 17 novembre 2001 au Bisei SG Center par le programme BATTeRS. Il présente une orbite caractérisée par un demi-grand axe de 2,46 UA, une excentricité de 0,26 et une inclinaison de 8,2° par rapport à l'écliptique.

## Compléments